# Altertumsverein für das Großherzogtum Baden

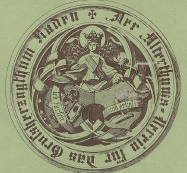
Wappen des Altertumsvereins für das Großherzogtum Baden

Der Altertumsverein für das Großherzogtum Baden war ein 1844 in Baden-Baden gegründeter Altertumsverein für das Großherzogtum Baden, der bis 1858 aktiv war.

## Geschichte
Im Gegensatz zu den Königreichen Württemberg und Bayern, wo der Staat die Bildung landesweiter Geschichtsvereine aktiv betrieb, geschah dies im Großherzogtum Baden nicht. Auf Initiative von August von Bayer wurde am 17. Februar 1844 in Baden-Baden der Altertumsverein für das Großherzogtum Baden gegründet, der bis 1858 tätig war. Der 1842 in Donaueschingen neu belebte Baarverein schloss sich diesem Verband als Filialverein an.

## Wappen
Badenia mit zwei Wappenschilden. Rechts mit Lampe und Inschrift „ich fursch“; links mit Maurerkelle und Inschrift „und erhalt“.